# سفته (صالح‌آباد)
سفته یک منطقهٔ مسکونی در ایران است که در دهستان صالح‌آباد (تربت جام) واقع شده‌است. سفته ۵۱ نفر جمعیت دارد.